# Подгора (Бреза)
Подгора је насељено мјесто у Босни и Херцеговини у општини Бреза које административно припада Федерацији Босне и Херцеговине. Према попису становништва из 1991. у насељу је живјело 684 становника.

## Становништво
| Националност       | 1991.        | 1981.        | 1971.        |
| Муслимани          | 535 (78,21%) | 463 (76,40%) | 361 (64,69%) |
| Срби               | 149 (21,78%) | 135 (22,27%) | 196 (35,12%) |
| Хрвати             | 0            | 1 (0,16%)    | 1 (0,17%)    |
| Југословени        | 0            | 5 (0,82%)    | 0            |
| остали и непознато | 0            | 2 (0,33%)    | 0            |
| Укупно             | 684          | 606          | 558          |